# Áhkábákte
Áhkábákte är ett fjäll i Arjeplogs kommun i Norrbottens län. Fjället ligger cirka 66 km från centralorten Arjeplog. Áhkábáktes topp ligger 693 meter över havet.